# Магнетит

Мікрофотографії структур магнетитових залізистих кварцитів (Валявкінське родовище, Криворізький басейн): х100, світло-сірий колір — магнетит, темно-сірий — кварц, силікати, білий — гематит, чорний — пори; а) ситовидна структура магнетиту з дрібними включеннями кварцу; б) дисперсна вкрапленість магнетиту в кварцовому шарі; в) агрегати магнетиту з реліктами гематиту; г) мікрошари магнетиту, що утворюють мікроскладки

Магнети́т або магні́тний залізня́к — мінерал заліза класу оксидів та гідрооксидів.

## Загальний опис
Хімічна формула: FeFe2O4. Містить (%): FeO — 31,0; Fe2O3 — 69,0. Склад і властивості мінливі і залежать від умов утворення. Домішки: Ti, Mg, Al, V, Cr, Ni, Co, Mn, Ge. Сингонія кубічна. Густина 5,175. Твердість 6,0-6,5. Колір чорний. Блиск напівметалічний. Непрозорий. Форми виділення — дрібнозерниста суцільна маса, дрібна вкрапленість, кристали октаедричні, рідше ромбододекаедричні, дуже рідко кубічні. Деякі зразки мають полярність і самі є природними магнітами.
Магнетит має такі магнітні властивості: точка Кюрі Θ = 578°С; намагніченість насичення Js = 451—454 кА/м; коерцитивна сила Hc = 1,6 кА/м; початкова питома магнітна сприйнятливість χ = (0,18 — 1,28)∙10−2 м³/кг.

## Розповсюдження
Зустрічається у вигляді дрібних зерен як акцесорний мінерал у всіх типах вивержених порід. Має кубічну сингонію. Кристали октаедричної форми. Частіше спостерігається у вигляді зернистих або зливних мас. Досить стійкий до атмосферної дії, накопичується в річкових і прибережно-морських розсипах, утворюючи родовища типу «чорних пісків». Рідкісніший у високотемпературних гідротермальних жилах, дуже характерний для контактно-метаморфічних родовищ. Часто утворюється в результаті перекристалізації порід при регіональному метаморфізмі. Природна суміш магнетиту з корундом називається наждаком. Це другий по важливості (після гематиту) рудний мінерал заліза.
Зустрічаються сфероліти діаметром до 10 см, дендрити до 10 см довжиною (магнетитові лави Лако, Чилі), волокнисті та сажисті виділення, коломорфні нирковидні агрегати, ооліти. Відомі псевдоморфози магнетита за гематитом, хризотил-азбестом, перовськітом і ін. Зустрічається у контактових та магматитових родовищах, а також як акцесорний мінерал у вивержених і метаморфічних породах. Цінна залізна руда.
Властивості нанокристалічного магнетиту у нейронах відрізняються від властивостей магнетиту з реологічних репозиторіїв. Геологічний магнетит має октаедричну конфігурацію, тоді як біогенний магнетит — кубо-октаедричну. При русі твердого тіла у силовому полі виникає складне переплетіння електромагнітних сил, сил інерції, гравітаційних сил, різного роду сил тертя й дисипації енергії електромагнітного поля у твердому тілі. Задачі, у яких відбувається складне переплетіння сил різної природи, вирішуються наближено. Математичний апарат незвідних тензорів дозволяє внести ясність до складних взаємодій, виражати їх у інваріантному вигляді, використовувати наявність симетрії як форми як твердого тіла, так й структури силового поля.

## Промислові родовища
Промислові родовища магнетиту пов'язані з магматичними породами габрової і габро-піроксеніт-дунітової формацій; з сієнітами; з ультраосновними лужними породами і карбонатитами; з контактово-метасоматичними утвореннями; з трапами, вулканогенно-осадовими породами.
Найбільші родовища магнетиту метаморфогенні, пов'язані із залізистими кварцитами (Україна (Криворізький басейн), РФ (Курська магнітна аномалія, Оленегірське родовище (Кольський п-ів), Костомукшське родовище (Карелія)), Канада, Бразилія, Венесуела, США (район Верхнього озера)).
Крупні промислові родовища магнетиту в Кируні (на півночі Швеції) вважаються магматичними утвореннями сегрегацій. Найважливіші родовища магнетиту є в Норвегії, Україні (Криворізький залізорудний басейн) і в США (гори Адірондак — штат Нью-Йорк, а також в штатах Нью-Джерсі і Юта). У Росії магнетитні родовища розташовані в районі Курської магнітної аномалії, в Карело-Кольському регіоні, на Уралі і в Сибіру.

## Збагачення і використання
Основний метод збагачення — мокра магнітна сепарація в слабкому полі. 
Комбіновані схеми збагачення (магнітно-гравітаційні, випально-магнітні, магнітофлотаційні і ін.) застосовуються для комплексних, титаномагнетитових, а також бідних руд.
Магнетит використовується в процесах збагачення корисних копалин як обважнювач для приготування магнетитової суспензії — важкого середовища для гравітаційного збагачення.

## Назва
Синонім — магнітний залізняк, зігельштейн, руда залізна магнітна.
Походження назви «магнетит» точно не встановлено. За одною з версій, походить від назви гори Магнезія поблизу міста Ізмір у Туреччині. Згідно з Плінієм Старшим — від імені легендарного грецького пастуха Магнеса, який нібито відкрив цей мінерал на горі Іда в Греції. У довіднику назв мінералів Честера також є посилання на грецьке походження назви (за назвою Магнісії).

## Різновиди
Розрізняють:
- магнетит алюмініїстий (магнетит, який містить до 15 % Al2O3);
- магнетит ванадіїстий (магнетит, який містить до 5 % VO4);
- магнетит звичайний (зайва назва магнетиту);
- магнетит магнезіальний (те саме, що і магнетит магніїстий);
- магнетит магніїстий (магнетит з магматичних, багатих на магній порід і продуктів фумарол, в якому Mg>Fe);
- магнетит марганцевистий (магнетит, який містить до 6,3 % Mn);
- магнетит нікелистий (магнетит, який містить до 1,18 % NiO);
- магнетитомаггеміт (мінерал, проміжний за складом між магнетитом і маґгемітом); магнетитоплюмбіт (магнетоплюмбіт);
- магнетит пилоподібний (агрегати магнетиту, які складаються з пиловидних індивідів);
- магнетит твердий (щільні агрегати магнетиту);
- магнетит титановий (магнетит, який містить до 7,5 % TiO2);
- магнетит титано-залізистий (те саме, що і магнетит титановий);
- магнетит хромистий (магнетит, який містить до 12,3 % Cr2O3).

## У культурі
- У романі-казці М. М. Носова «Незнайко на Місяці» від взаємодії магнетиту з шматком особливої місячної породи («місячним каменем») виникала штучна невагомість — у радіусі кількох десятків метрів.